# 1539年
| 千纪： | 2千纪 |
| 世纪： | 15世纪 \| 16世纪 \| 17世纪                                                                                 |
| 年代： | 1500年代 \| 1510年代 \| 1520年代 \| 1530年代 \| 1540年代 \| 1550年代 \| 1560年代                           |
| 年份： | 1534年 \| 1535年 \| 1536年 \| 1537年 \| 1538年 \| 1539年 \| 1540年 \| 1541年 \| 1542年 \| 1543年 \| 1544年 |
| 纪年： | 己亥年（猪年）；明嘉靖十八年；越南莫朝大正十年，后黎朝元和七年；日本天文八年                               |

## 大事记
- 1月14日——西班牙宣布佔領古巴。
- 施馬爾卡爾登聯盟吸納了由約阿希姆二世•赫克托領導的勃蘭登堡。

## 逝世
- 拿那克，錫克教創始人。